# Škoflje, Ivančna Gorica
Škoflje so naselje v Občini Ivančna Gorica.